# Midway (métro de Chicago)
Pour les articles homonymes, voir Midway.
Midway est le terminus de la ligne orange du métro de Chicago sur le tronçon de la Midway Branch. Elle se situe dans le deuxième aéroport de la ville, l'aéroport international Midway. La station se trouve dans le quartier de West Elsdon.

## Description

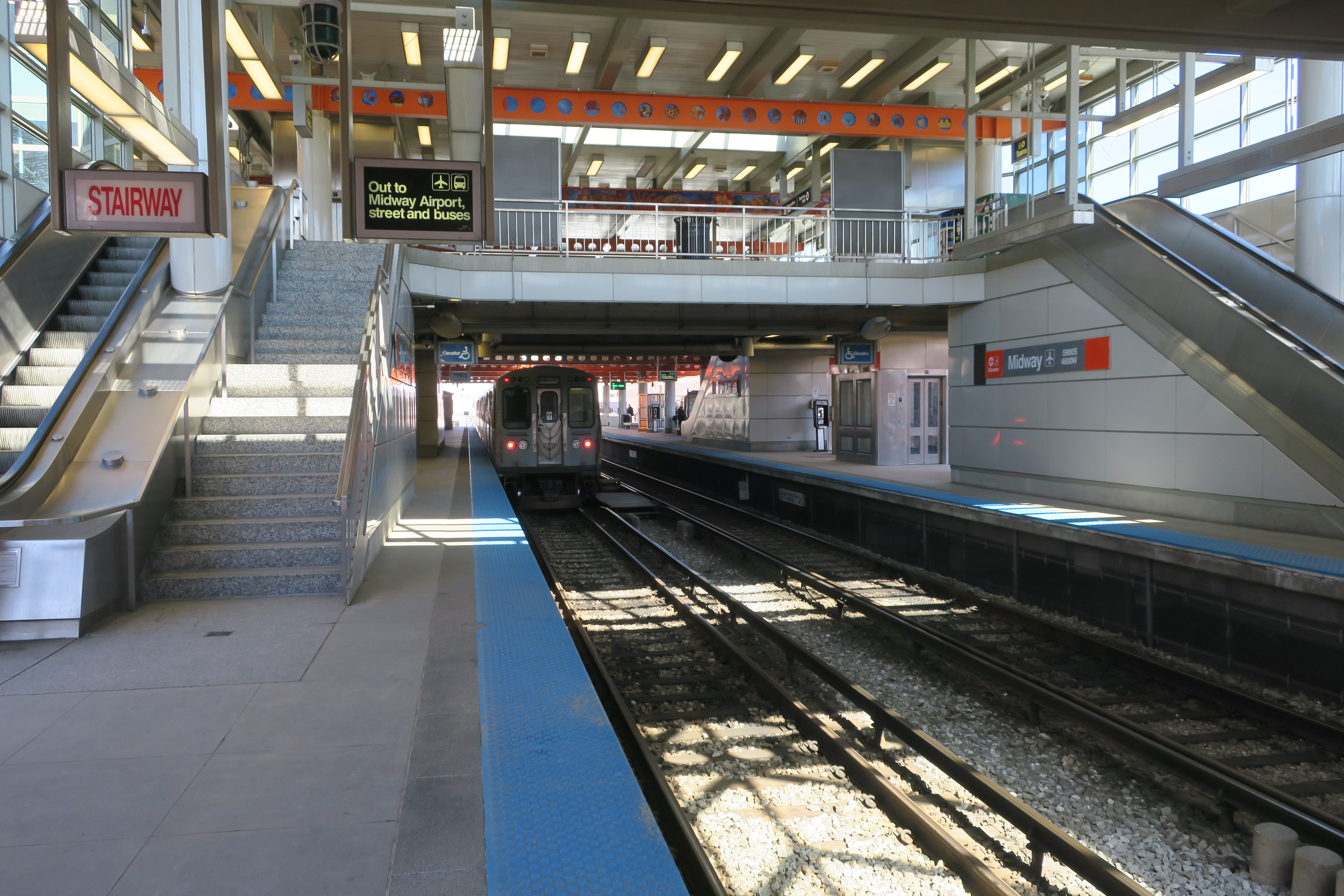
Terminus de la ligne à la station Midway.

Comme les autres stations de la ligne orange, Midway a ouvert ses portes le 31 octobre 1993. La Chicago Transit Authority en profita pour y présenter ses nouvelles rames 3200 Morrison-Knudsen. 
La première pierre des travaux fut posée le 22 janvier 1990 par le maire de Chicago Richard M. Daley. 
Relativement récent, le complexe de Midway abrite en son sein une grande plateforme de bus ainsi que le dépôt des rames de la ligne orange. La station est composée d'un quai en ilot central et de 3 voies (1 vers le dépôt) en contrebas du terminal dont l’entrée se trouve à 365 mètres. Des tapis roulant couverts et chauffés couvrent la distance. 
Des études se poursuivent afin de prolonger la ligne orange après la station Midway vers le centre commercial de Ford City dans le secteur de Clearing et le stade de football de Toyota Park à Bridgeview comme prévu sur les plans originaux. La station située en contrebas du bâtiment de l’aéroport international Midway fut directement construite en ce sens, puisque l’espace pour prolonger les voies existent déjà.

## Correspondances avec le bus

### Chicago Transit Authority
- #47 47th
- #54B South Cicero
- #X54 Cicero Express
- #55 Garfield
- #55A 55th/Austin
- #55N 55th/Narragansett
- #X55 Garfield Express
- #59 59th/61st
- #62H Archer/Harlem
- #N62 Archer (Owl Service)
- #63 63rd (Owl Service)
- #63W West 63rd
- #165 West 65th

### Bus Pace
- #379 Midway-Orland Square
- #382 Central/Clearing
- #383 South Cicero
- #384 Narragansett-Ridgeland
- #385 87th/111th/127th
- #386 South Harlem
- #387 Toyota Park Express
- #390 Midway CTA Station-United Parcel Service

## Dessertes
| Nord/Ouest                         |  |                       |  | Sud/Est |
| ---------------------------------- |  | --------------------- |  | ------- |
| Pulaski vers Midway via Clark/Lake |  | ligne orange terminus |  |         |
| modifier sur Wikidata              |  |                       |  |         |